# Nowy Lubiel
Nowy Lubiel – wieś w Polsce położona w województwie mazowieckim, w powiecie wyszkowskim, w gminie Rząśnik. Ma status sołectwa. Leży w Puszczy Białej na północ od Bagna Pulwy w sąsiedztwie rzeki Narew.
Za Królestwa Polskiego istniała gmina Lubiel. W latach 1975–1998 miejscowość administracyjnie należała do województwa ostrołęckiego.
9 września 1547 została utworzona parafia pw. świętego Stanisława. W strukturze Kościoła łacińskiego parafia należy do metropolii białostockiej, diecezji łomżyńskiej, dekanatu Wyszków.

## Galeria

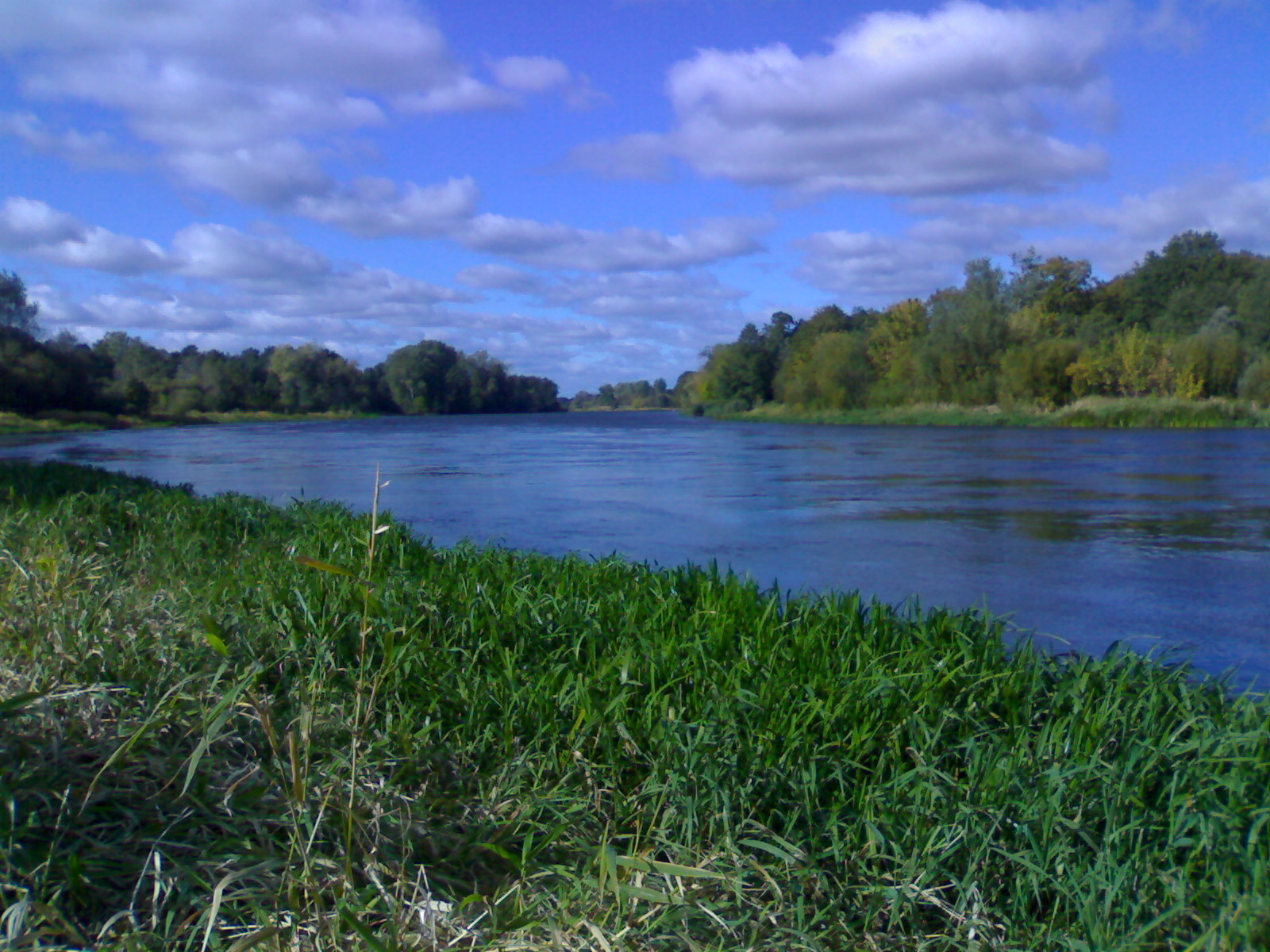
Widok z Nowego Lubiela na Narew
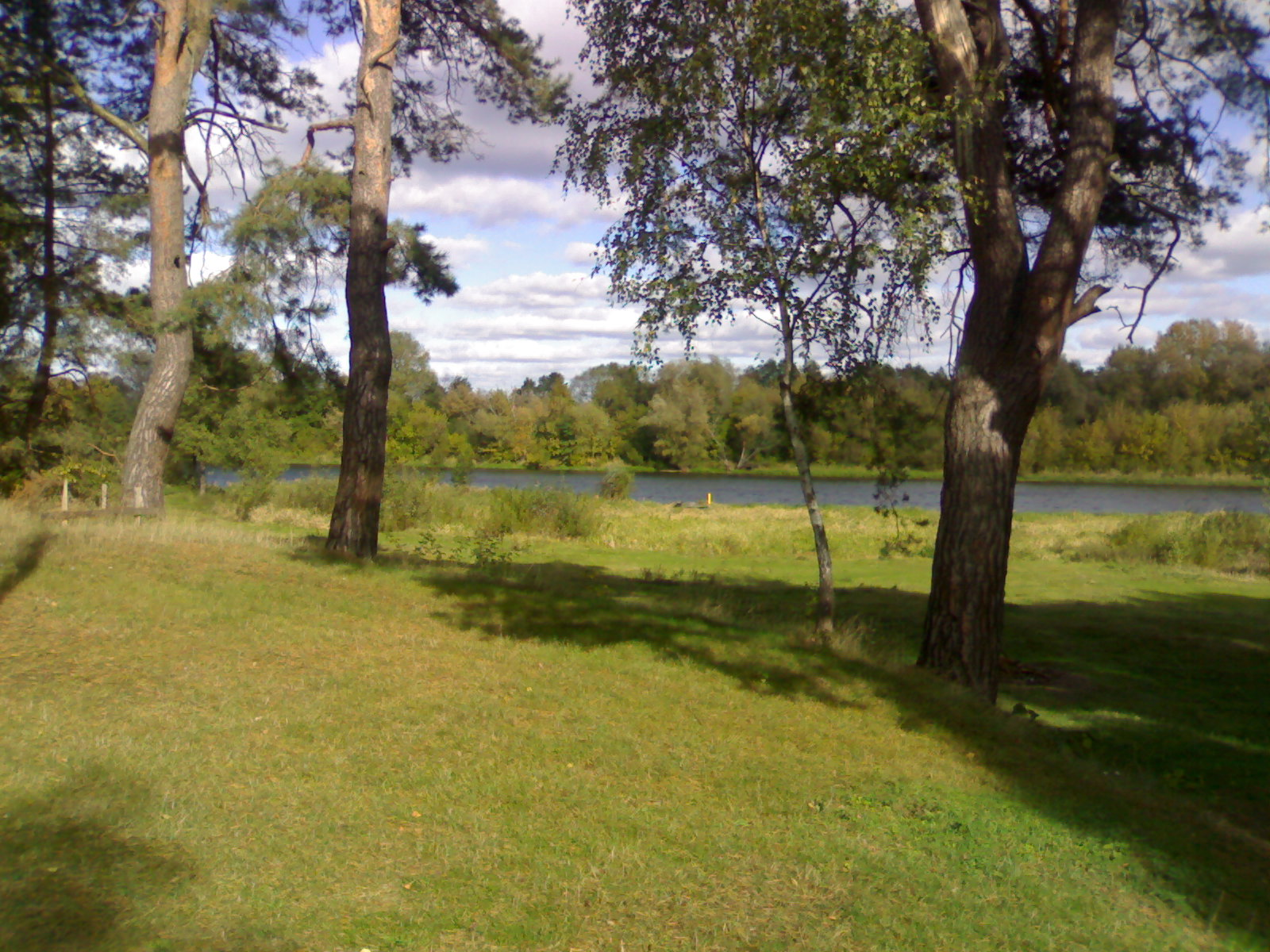
Widok z Nowego Lubiela na Narew
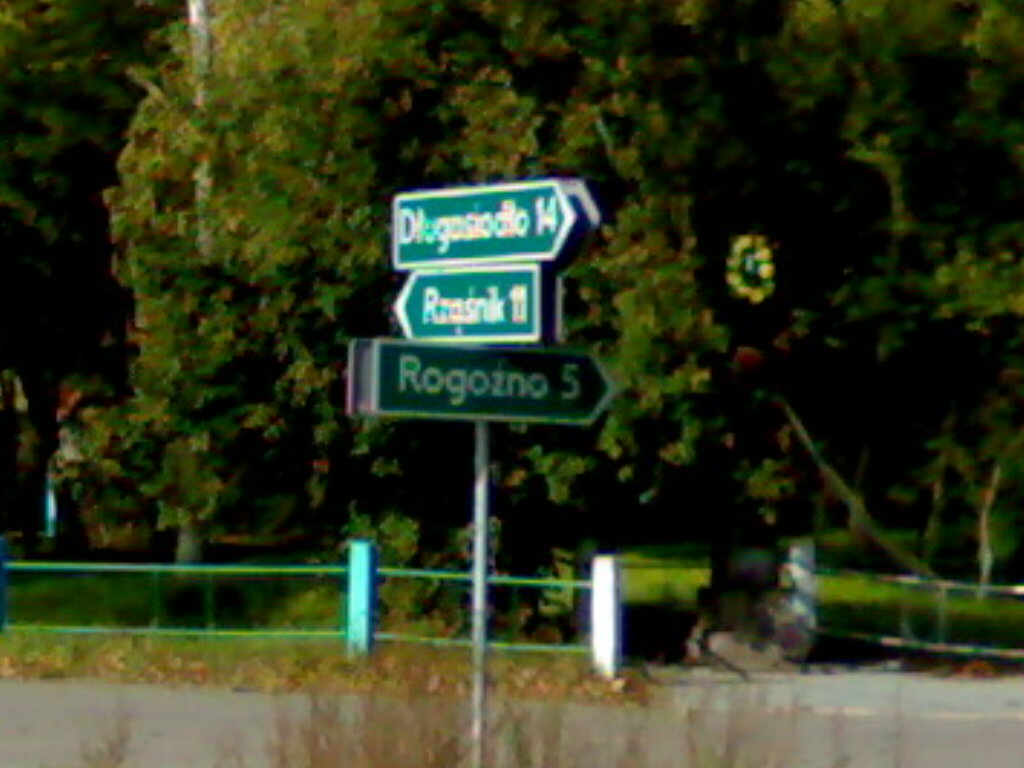
Nowy Lubiel centrum